# جاك شاغنون
جاك شاغنون هو سياسي كندي، ولد في 28 أغسطس 1952 في مونتريال في كندا. نشط حزبياً في حزب كيبيك الليبرالي. وقد انتخب عضو الجمعية الوطنية في كيبك ‏ عن دائرة Westmount–Saint-Louis ‏ خلال فترته النيابية ‏.